# Baía das Pombas

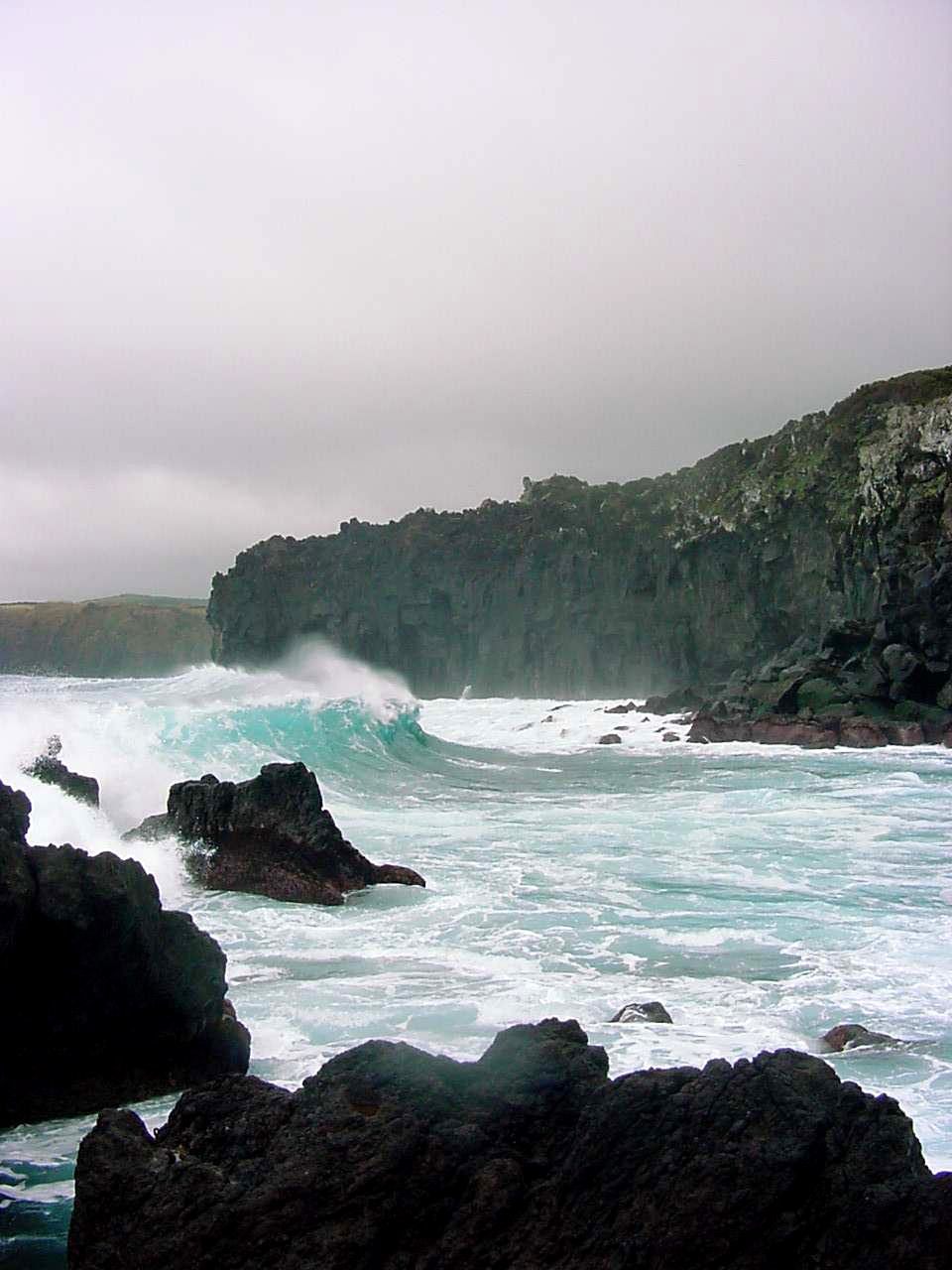
Costa dos Biscoitos em dia de tempestade.

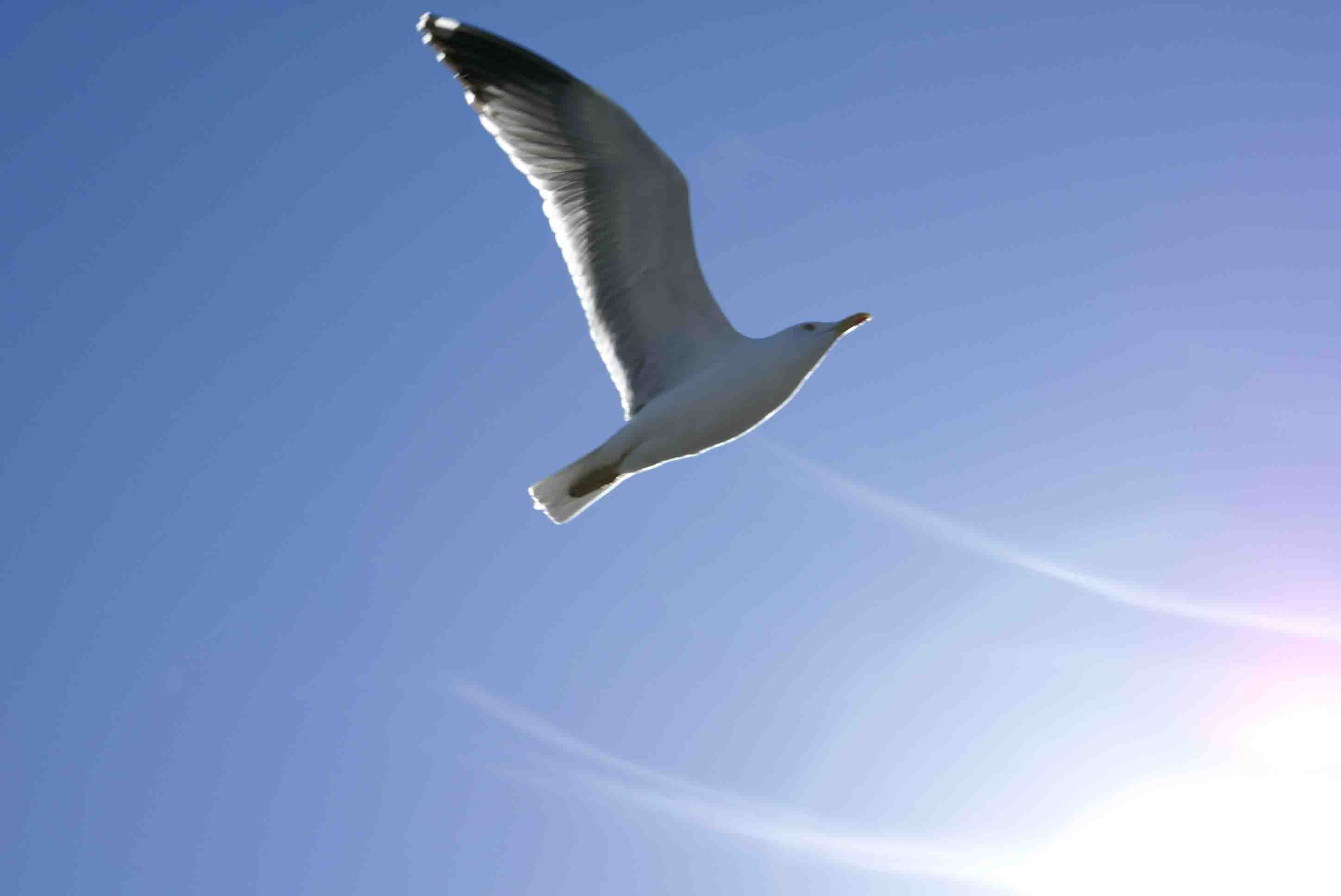
Gaivota - Larídeos.

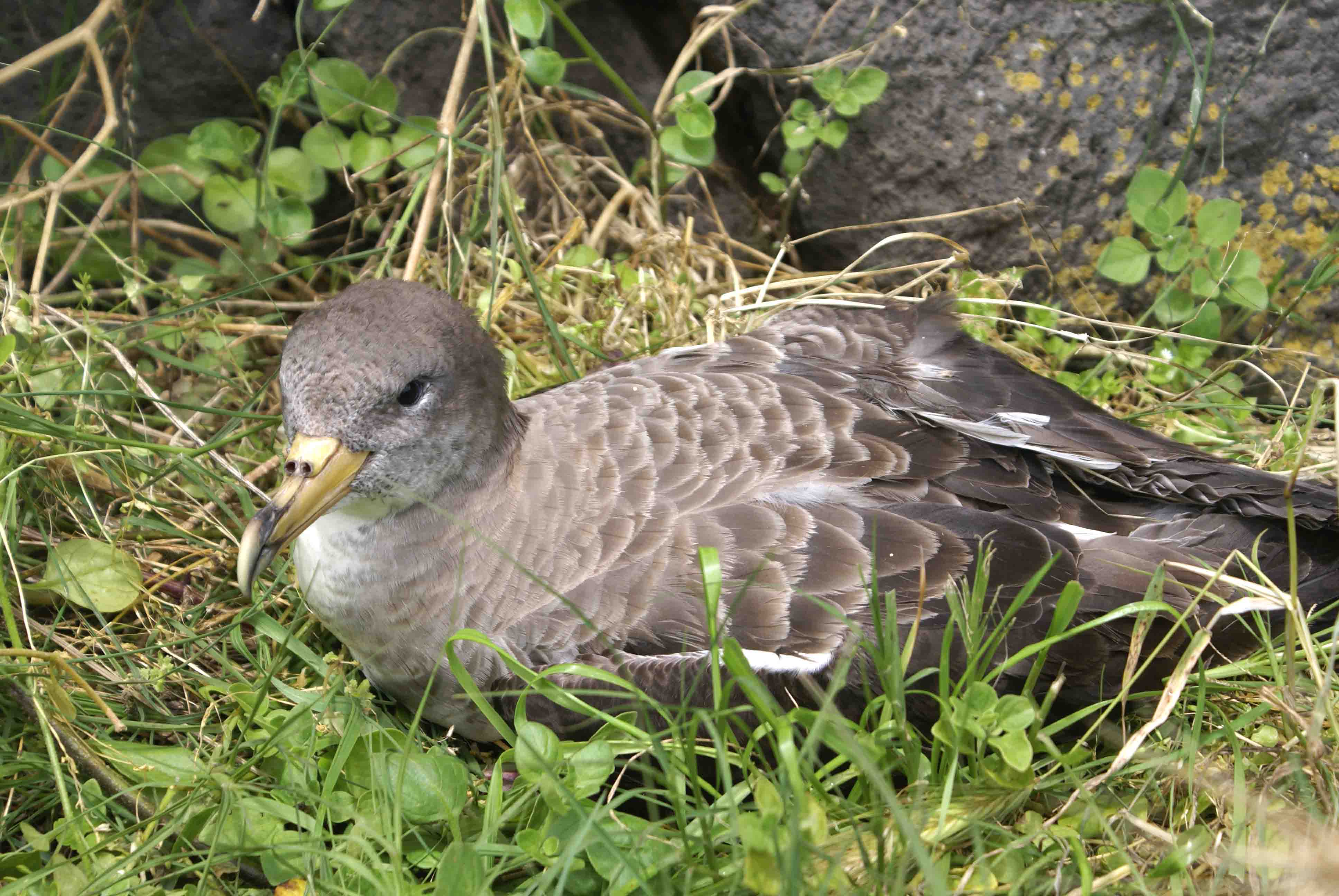
Cagarro - Calonectris diomedea borealis.

A baía das Pombas também conhecida por baía das Patas é uma baía localizada na freguesia dos Biscoitos, concelho da Praia da Vitória, ilha Terceira, arquipélago dos Açores.

## Descrição
Esta baía localiza-se na zona oriental dos Biscoitos é um local de fácil acesso visto haver uma estrada nas suas proximidades. É também bastante protegida das vagas do mar do Norte, vista ficar localizada numa pequena reentrância da costa.
É muito usada para mergulho tanto de apenia como mergulho livre principalmente a partir da costa dada a grande variedade e abundância piscícola que se encontra nas suas águas.
É uma baía de águas profundas. Fica sobranceira a grandes falésias por um lado e pelo outro a escorrimentos lávicos espraiados que se estendem até às Piscinas dos Biscoitos.
É uma baía muito frequentada por passariformes como a Gaivota, (Larídeos) e o Cagarro (Calonectris diomedea borealis).

## Aves observáveis nesta baía
- Gaivota, (Larídeos)
- Cagarro (Calonectris diomedea borealis),
- Milhafre (Buteo buteo rothschildi)
- Pombo-comum (Columba livia)
- Pombo-torcaz-dos-Açores (Columba palumbus azorica)
- Pardal-comum (Passer domesticus)
- Lavandeira
- Melro-preto (Turdus merula)
- Estorninho-comum (Sturnus vulgaris)
- Toutinegra-de-barrete-preto (Sylvia atricapilla)
- Tentilhão (Fringilla coelebs moreletti)
- garajau-rosado (Sterna dougallii),
- Garajau-comum (Sterna hirundo)
- Anas crecca - (Marrequinho)